# Шипинці
Шипи́нці — село в Україні, у Кіцманській міській громаді Чернівецького району Чернівецької області.

## Легенда походження назви
Шипинці розташовані у місцевості з великою кількістю мочарів, а колись їх там було ще більше. У долинах були озерця, які утворювалися під час весняного сніготану, або ж коли випадало багато дощів. Води накопичувалося стільки, що озерця зберігалися і під час літньої спеки. Люди розповідають, що в давні часи в тих місцях дуже шипіло від нагрітої сонцем води. Звідси і назва населеного пункту Шипинці.

## Географія
Шипинці розташовані у Буковинському Прикарпатті на лівому березі Пруту в долині річки Совиця.
У селі струмок Вільховець впадає у Совицю.

## Археологічна пам'ятка
В період неоліту тут розселялися племена трипільської культури (IV тис. до н. е. — ІІІ тис. до н. е.. В межах стоянки Шипинці багато речей тієї епохи: мальована кераміка, людські та тваринні фігурки. Також були знахідки з бронзової (браслет, сокирка) та римської (монети) доби. Значна кількість артефактів часів входження до Антського союзу, Київської Русі та Галицько-Волинського князівства.
Розкопи в Шипинцях вели Й.Сомбати (1893), Е.Костін (1904–1914); знайдені матеріали зберігаються у Чернівецькому і Віденському (природничому) музеях.
У монографії «Schipenitz — Kunst und Geräte eines neolithischen Dorfes» («Шипинці — мистецтво та знаряддя неолітичного селища» 1937), шипинські знахідки досліджував Олег Кандиба-Ольжич.

## Історія
У часи Галицько-Волинської держави зароджується територіальне утворення — Шипинська земля, назва якого пішла від населеного пункту Шипинці.
Документально вперше згадує Шипинську землю Ян Длугош в 1359 році у зв'язку з походом короля Казимира у Молдавію.
Своїм розвитком Шипинська земля завдячує тому, що ця територія була віддалена від татарських кочовиків і нею пролягав торговельний шлях зі Львова до Сучави. У зв'язку з цим в Шипинцях відбувалися регулярні великі ярмарки, на яких торгували худобою. До сьогодні то місце називається торговиця.
Після входження землі до Молдавського князівства, з Шипинської землі утворилися Чернівецька та Хотинська землі, край став називатися Буковина. Адміністративний центр перемістився в Чернівці.
З 24 серпня 1991 року село перебувало у складі Кіцманського району, Чернівецької області.
8 серпня 2017 року, в ході децентралізації та об'єднання сільських рад, село увійшло до Кіцманської міської громади.
17 липня 2020 року, в результаті адміністративно-територіальної реформи та ліквідації Кіцманського району, село увійшло до складу Чернівецького району.

## Населення
Національний склад населення за даними перепису 1930 року у Румунії:
| Національність | Кількість осіб | Відсоток |
| -------------- | -------------- | -------- |
| українці       | 3424           | 96,18 %  |
| євреї          | 79             | 2,05 %   |
| поляки         | 32             | 0,90 %   |
| румуни         | 20             | 0,56 %   |
| німці          | 5              | 0,14 %   |

Мовний склад населення за даними перепису 1930 року:
| Мова       | Кількість осіб | Відсоток |
| ---------- | -------------- | -------- |
| українська | 3434           | 96,46 %  |
| їдиш       | 76             | 2,13 %   |
| польська   | 21             | 0,59 %   |
| румунська  | 20             | 0,56 %   |
| німецька   | 8              | 0,22 %   |

### Мова
Розподіл населення за рідною мовою за даними перепису 2001 року:
| Мова            | Кількість | Відсоток |
| --------------- | --------- | -------- |
| українська      | 3036      | 98.70%   |
| російська       | 27        | 0.88%    |
| румунська       | 5         | 0.16%    |
| вірменська      | 4         | 0.13%    |
| білоруська      | 3         | 0.10%    |
| інші/не вказали | 1         | 0.03%    |
| Усього          | 3076      | 100%     |

## Цікаві факти
З Шипинцями пов'язана ще одна легенда. За селом є мале озеро, що дістало назву «Кругле болото». Люди вірили, що у нього немає дна. Про нього говорили так: з давніх-давен там, де є кругле болото, існувало село. Люди в цьому селі жили дуже розпусно, навіть у піст справляли різні забави. На місці «Круглого болота» була велика корчма, в якій люди пили вино та усіляко забавлялися, навіть у Великий піст (перед Великоднем). Бог розгнівався на них і покарав грішників — переповнена людьми-гуляками корчма і ціле село запалося, пішло під землю, а на цьому місці утворилося озеро «Кругле болото», недосяжне і бездонне. Мешканці Шипинців вірять, що настане час, коли озеро зникне, а село вирине.
В селі фрагментарно зберігся старий графський парк, який колись оточував садибу Мірона де Костіна. Зараз на території парку розташована досить популярна корчма «Під липами».
У середині ХІХ століття громада Шипинців мала власну символіку — печатку з гербом: зображення церковного вівтаря, на якому стоять дві свічки й хрест, увінчаний єпископською митрою; обабіч вівтаря навколішки стоять два богомольці. Герб супроводжувався написом німецькою мовою: «Siegel der Gemeinde Schippenitz» («Печатка громади Шипинці»).
В Шипинцях в центрі села збереглася мурована тридільна церква Різдва, зведена на кошти місцевого поміщика Дмитра де Костіна в 1812 р. Фундатор храму і його родина поховані на церковному подвір'ї, де збереглося вісім старих хрестів. Церква типова для Буковини: безкупольна, з невисокою дзвіницею з барочним дахом над бабинцем. Дзвіниця значно молодша за церкву: з 2003 р. А от дзвони походять з першої третини XX століття. В Першу світову старі дзвони шипинської церкви зняли, щоб відлити з них зброю. В румунські часи при церкві Різдва діяв аматорський чоловічий хор під керівництвом Ореста Масікевича, який зачаровував своїм співом чернівчан.
Зараз Шипинці славляться своїми музиками. Місцеві майстри — бажані гості на весіллях та святах по всьому краю.

## Сучасність
Щороку в серпні здійснюється Хресна хода до чоловічого монастиря (УПЦ КП).

## Відомі особистості
В поселенні народилися:
- Арійчук Евзебій Васильович (1892—1923) — український військовий діяч, хорунжий Армії УНР.
- Богданюк Ілля Васильович (1941) — український композитор, виконавець, поет.
- Грекул Степан Ростиславович (1997) — український боксер, Майстер спорту міжнародного класу.
- Міський Ілля Михайлович (1920—2005) — український музикант (скрипаль), композитор, педагог.
- Сакалюк Олександр Васильович — лейтенант Збройних Сил України, учасник російсько-української війни.

## Світлини

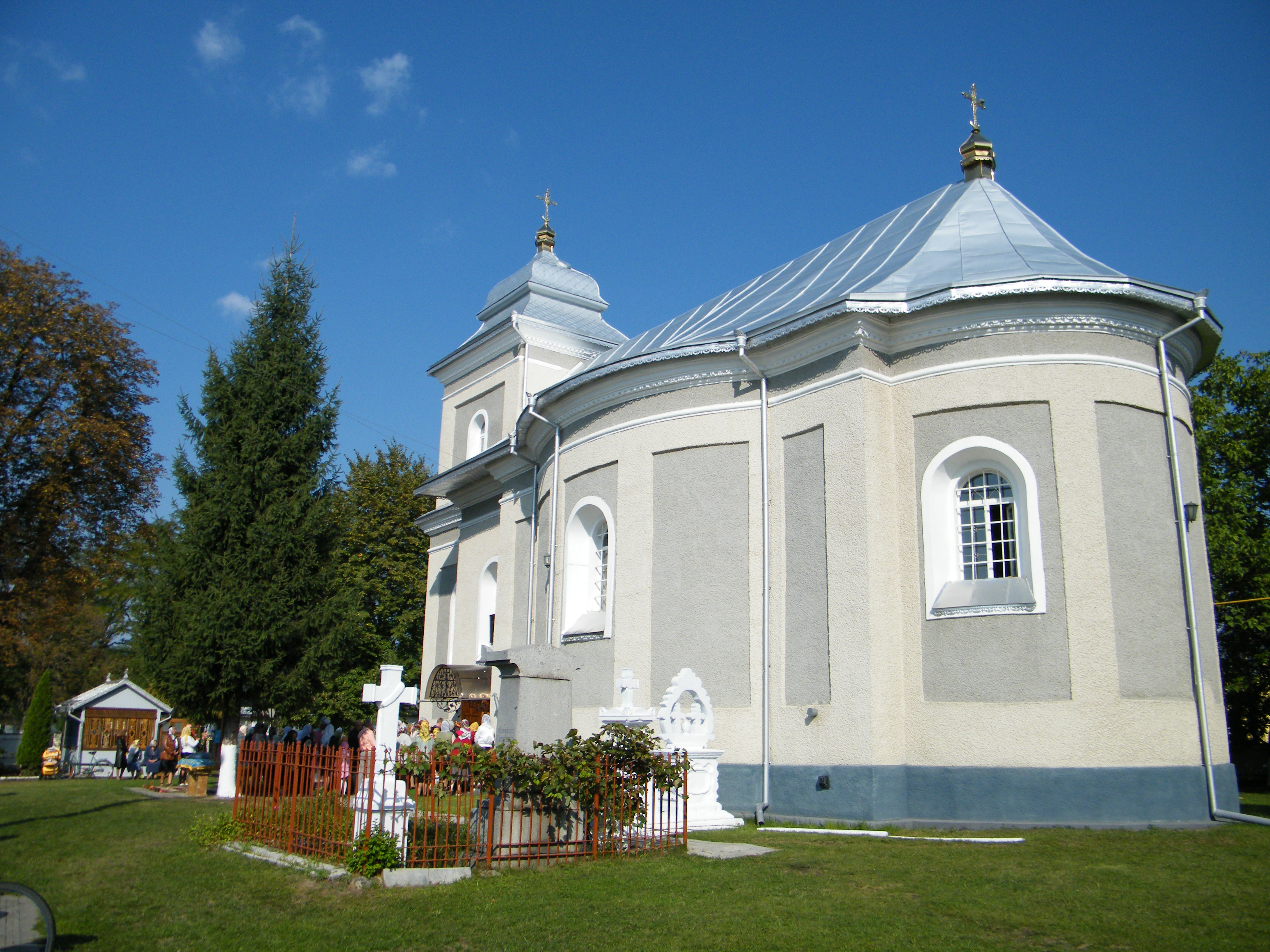
Церква Різдва Пресвятої Богородиці
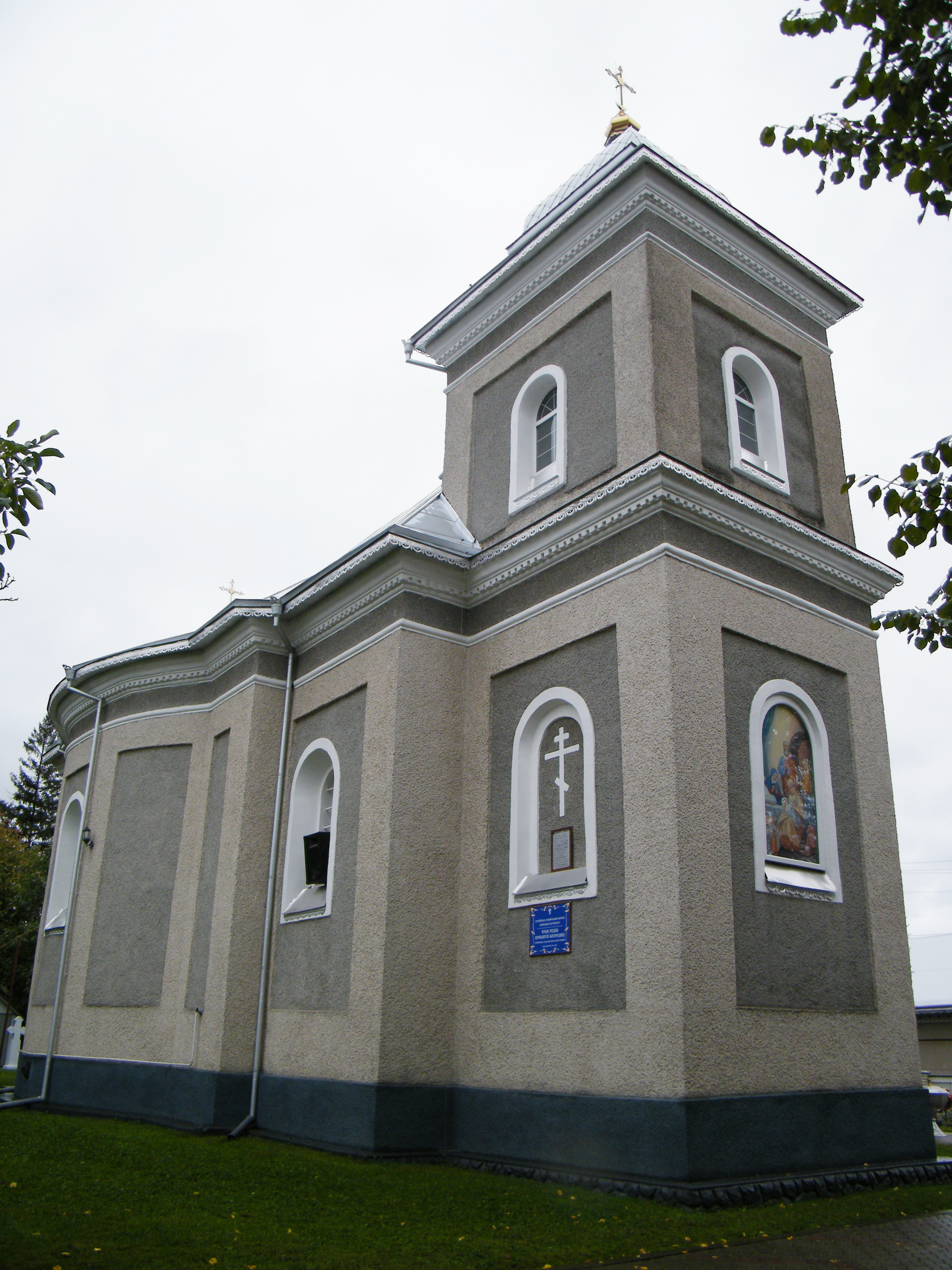
Храм  Різдва Пресвятої Богородиці